# Джонні Одуя
Девід Джонні Одуя, Одуйя (англ. David Johnny Oduya; 1 жовтня 1981, м. Стокгольм, Швеція) — шведський хокеїст, захисник. 
За походженням кенієць. Вихованець хокейної школи ХК «Гаммарбю». Виступав за ХК «Гаммарбю», «Монктон Вайлдкетс» (QMJHL), «Вікторіявіль Тігрес» (QMJHL), «Юргорден» (Стокгольм), «Фрелунда» (Гетеборг), «Нью-Джерсі Девілс», «Атланта Трешерс», «Вінніпег Джетс», «Чикаго Блекгокс», «Даллас Старс». 
В чемпіонатах НХЛ — 850 матчів (41+149), у турнірах Кубка Стенлі — 106 матчів (6+22).
У складі національної збірної Швеції учасник зимових Олімпійських ігор 2010 і 2014 (10 матчів, 0+1), учасник чемпіонату світу 2009 (5 матчів, 3+1).
Досягнення
- Срібний призер зимових Олімпійських ігор (2014)
- Бронзовий призер чемпіонату світу (2009)
- Володар Кубка Стенлі (2013, 2015)
- Срібний призер чемпіонату Швеції (2006)